# Igusule
Igusule è una circoscrizione rurale (rural ward) della Tanzania situata nel distretto rurale di Nzega, regione di Tabora. Conta una popolazione di 16 690 abitanti (censimento 2012).